# Ski alpin aux Jeux olympiques de 1948
Pour des articles plus généraux, voir Ski alpin aux Jeux olympiques et Jeux olympiques d'hiver de 1948.
Navigation
Garmisch-Partenkirchen 1936 Oslo 1952
Les épreuves de ski alpin des Jeux olympiques d'hiver de 1948 à Saint-Moritz comptaient également comme championnats du monde et se sont disputées du 2 au 5 février 1948.

## Compétition
Après une timide apparition en 1936, le ski alpin devient à Saint-Moritz la discipline reine des Jeux olympiques d'hiver.
Le Français Henri Oreiller est le héros des Jeux du renouveau dans le camp français. Le fou descendant devient le premier champion olympique de descente avec une marge incroyable de 4 s 1 sur son dauphin, Franz Gabl. Oreiller gagne ensuite un deuxième titre avec le combiné et une médaille de bronze dans le slalom : il est donc monté sur tous les podiums.
Grosse déception par contre pour le Suisse Karl Molitor, mythique sextuple vainqueur de la descente du Lauberhorn, qui faisait figure de favori dans les trois courses mais qui doit se contenter de l'argent en combiné et du bronze en descente. Il prend sa retraite quelques semaines plus tard, après deux derniers titres de champion de Suisse.
James Couttet et Karl Molitor chez les hommes, Erika Mahringer, Gretchen Fraser et Trude Beiser chez les femmes, remportent tous deux médailles.
Inconnue avant les Jeux olympiques, l'Américaine Gretchen Fraser s'impose dans le slalom.
Victoires surprises et sans lendemain des Suisses Edi Reinalter en slalom et Hedy Schlunegger en descente, ce qui permet toutefois à la Suisse de terminer les compétitions en tête du tableau des médailles.

## Podiums

### Hommes
| Épreuves | Or                   | Argent              | Bronze                                |
| -------- | -------------------- | ------------------- | ------------------------------------- |
| Descente | Henri Oreiller (FRA) | Franz Gabl (AUT)    | Karl Molitor (SUI) Rolf Olinger (SUI) |
| Slalom   | Edi Reinalter (SUI)  | James Couttet (FRA) | Henri Oreiller (FRA)                  |
| Combiné  | Henri Oreiller (FRA) | Karl Molitor (SUI)  | James Couttet (FRA)                   |

### Femmes
| Épreuves | Or                     | Argent                 | Bronze                |
| -------- | ---------------------- | ---------------------- | --------------------- |
| Descente | Hedy Schlunegger (SUI) | Trude Beiser (AUT)     | Resi Hammerer (AUT)   |
| Slalom   | Gretchen Fraser (USA)  | Antoinette Meyer (SUI) | Erika Mahringer (AUT) |
| Combiné  | Trude Beiser (AUT)     | Gretchen Fraser (USA)  | Erika Mahringer (AUT) |

## Tableau des médailles
| Rang | Nation     | Or | Argent | Bronze | Total |
| ---- | ---------- | -- | ------ | ------ | ----- |
| 1    | Suisse     | 2  | 2      | 2      | 6     |
| 2    | France     | 2  | 1      | 2      | 5     |
| 3    | Autriche   | 1  | 2      | 3      | 6     |
| 4    | États-Unis | 1  | 1      | 0      | 2     |

## Participants par nations
| France | James Couttet Guy de Huertas Désiré Lacroix Henri Oreiller Georges Panisset Jean Pazzi Claude Penz | Fernande Bayetto Micheline Desmazières Françoise Gignoux Georgette Thiollière-Miller Suzanne Thiollière Lucienne Schmidt-Couttet |